# Variobahn

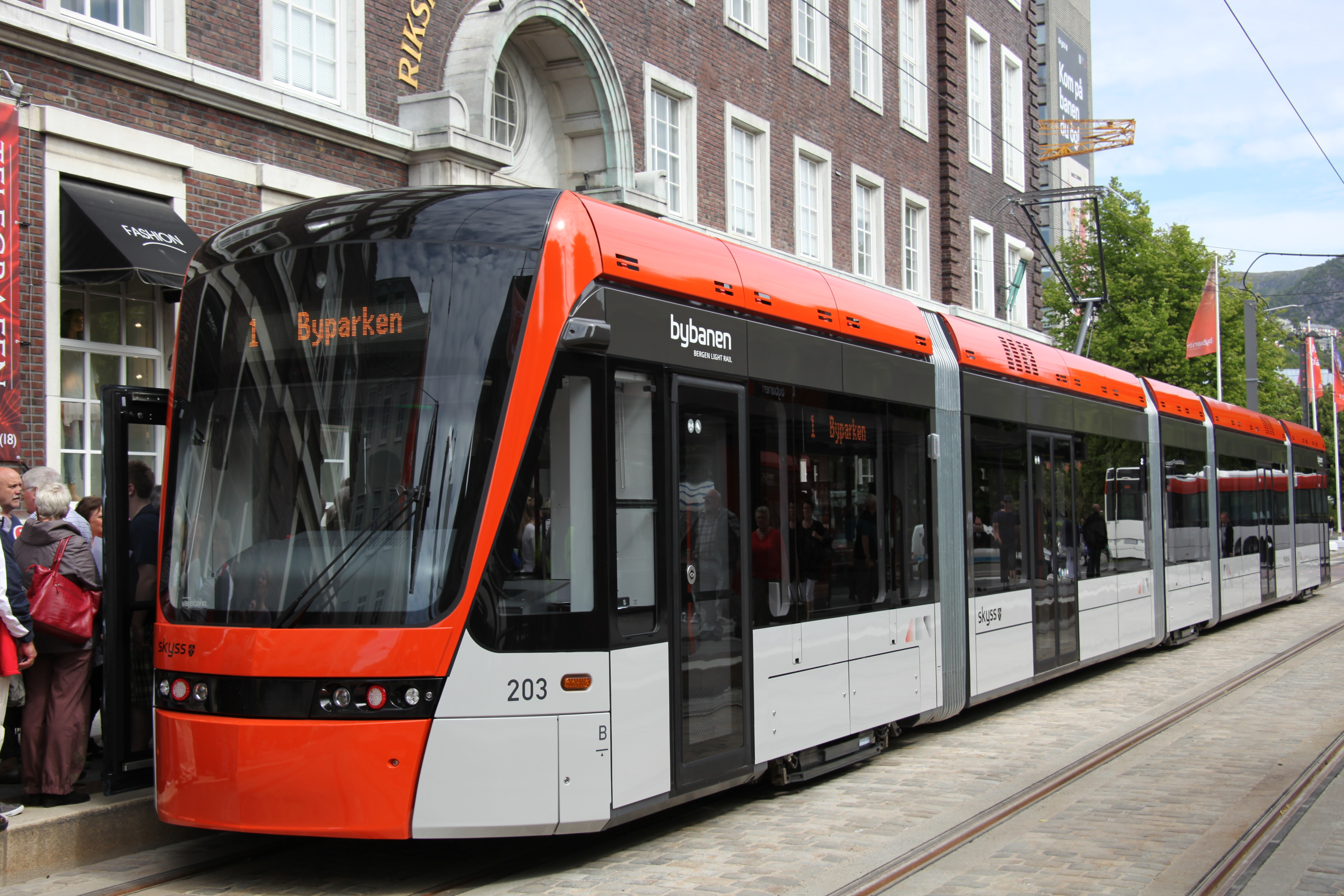
En variobahn i Bergen i Norge.

Variobahn, tidigare Variotram, är en låggolvsspårvagn som lanserades 1993 av ABB och har tillverkats av Adtranz, Bombardier Transportation och Stadler Rail. Fram till 2009 hade 254 vagnar beställts, varav 40 för Helsingfors spårvägar och 17 för Bybanen i Bergen. De sista Variotram-spårvagnarna slutade trafikera i Helsingfors i slutet av år 2018. 

## Fordon och ägare  i urval
| System                | Ägare                                | Antal fordon | Tillverkare               | Först levererad | Längd (mm) | Bredd (mm) | Höjd (mm) | Spårvidd (mm) | Vikt (kg) | Sittplatser | Källor |
| --------------------- | ------------------------------------ | ------------ | ------------------------- | --------------- | ---------- | ---------- | --------- | ------------- | --------- | ----------- | ------ |
| Bybanen               | Vestland fylkeskommune               | 17           | Stadler Rail              | 2009            | 32.180     | 2.650      | 3.500     | 1435          | 41.800    | 84          | [ 1 ]  |
| Bogestra              | Bogestra                             | 30           | Stadler Rail              | 2008            | 29.620     | 2.300      | 3.350     | 1000          | 38.800    | 56          | [ 2 ]  |
| Graz spårvägar        | Graz AG                              | 45           | Stadler Rail              | 2009            | 27.468     | 2.300      | 3.400     | 1435          | 38.400    | 47          | [ 3 ]  |
| Helsingfors spårvägar | Helsingfors stad                     | 40           | Transtech Oy för Adtranz  | 1998            |            |            |           | 1000          |           |             |        |
| Münchens spårvägar    | Stadtwerke München GmbH              | 4            | Stadler Rail              | 2008            | 33.940     | 2.300      | 3.580     | 1435          | 40.000    | 75          | [ 4 ]  |
| Nürnbergs spårvägar   | Verkehrs-Aktiengesellschaft Nürnberg | 8            | Stadler Rail              | 2007            | 33.940     | 2.300      | 3.580     | 1435          | 39.000    | 87          | [ 5 ]  |
| Mainz spårvägar       | Mainzer Verkehrs GmbH                | 9            | Stadler Rail              | 2011            | 30.068     | 2.300      | 3.400     | 1000          | 38.400    | 73          | [ 6 ]  |
| Potsdams spårvägar    | Verkehrsbetriebe Potsdam GmbH        | 10           | Stadler Rail              | 2011            | 29.972     | 2.300      | 3.400     | 1435          | 39.000    | 57          | [ 7 ]  |
| Heidelbergs spårvägar | Rhein-Neckar-Verkehr GmbH            |              | Bombardier Transportation | 2009            |            |            |           | 1000          |           |             | [ 8 ]  |
| Aarhus Letbane        |                                      | 14           | Stadler Rail              | 2017            | 32.560     | 2.650      |           | 1435          |           |             |        |